# Fiskåtangen
Fiskåtangen (parfois abrégé en Fiskå) est un quartier de la ville de Kristiansand, dans le comté d'Agder en Norvège. Il est situé dans l’arrondissement de Vågsbygd et dans le district de Slettheia,. Il est situé au sud-ouest de Kvadraturen, le centre-ville. Les zones voisines comprennent Hannevika, Kolsdalen et Auglandsbukta.
Les îles de Svensholmen et Bragdøya se trouvent au sud-est au large de Fiskåtangen. Le quartier est situé à l’ouest de Kjerrheia et au nord de Lumber. Fiskåtangen possède le seul collège de l’arrondissement de Slettheia. Fiskåtangen dispose d’une grande zone industrielle desservant Vågsbygd et Kristiansand. Le journal local Fædrelandsvennen avait son siège à Fiskå avant de déménager à Kvadraturen à l’été 2015.
Elkem Solar fait partie des entreprises opérant à Fiskå. Au début des années 1900, alors que Fiskå faisait partie de la municipalité d’Oddernes, il y avait une usine, Fiskaa verk, qui produisait des engrais dans la région, appartenant à l’entreprise allemande Badische Anilin- und Sodafabrik,. Elkem, qui s’appelait alors Elektrokemi, a repris l’usine à la fin des années 1910 et est passé à l’électrométallurgie.